# Anauxesida lineata
Anauxesida lineata là một loài bọ cánh cứng trong họ Cerambycidae.